# Alison Jackson

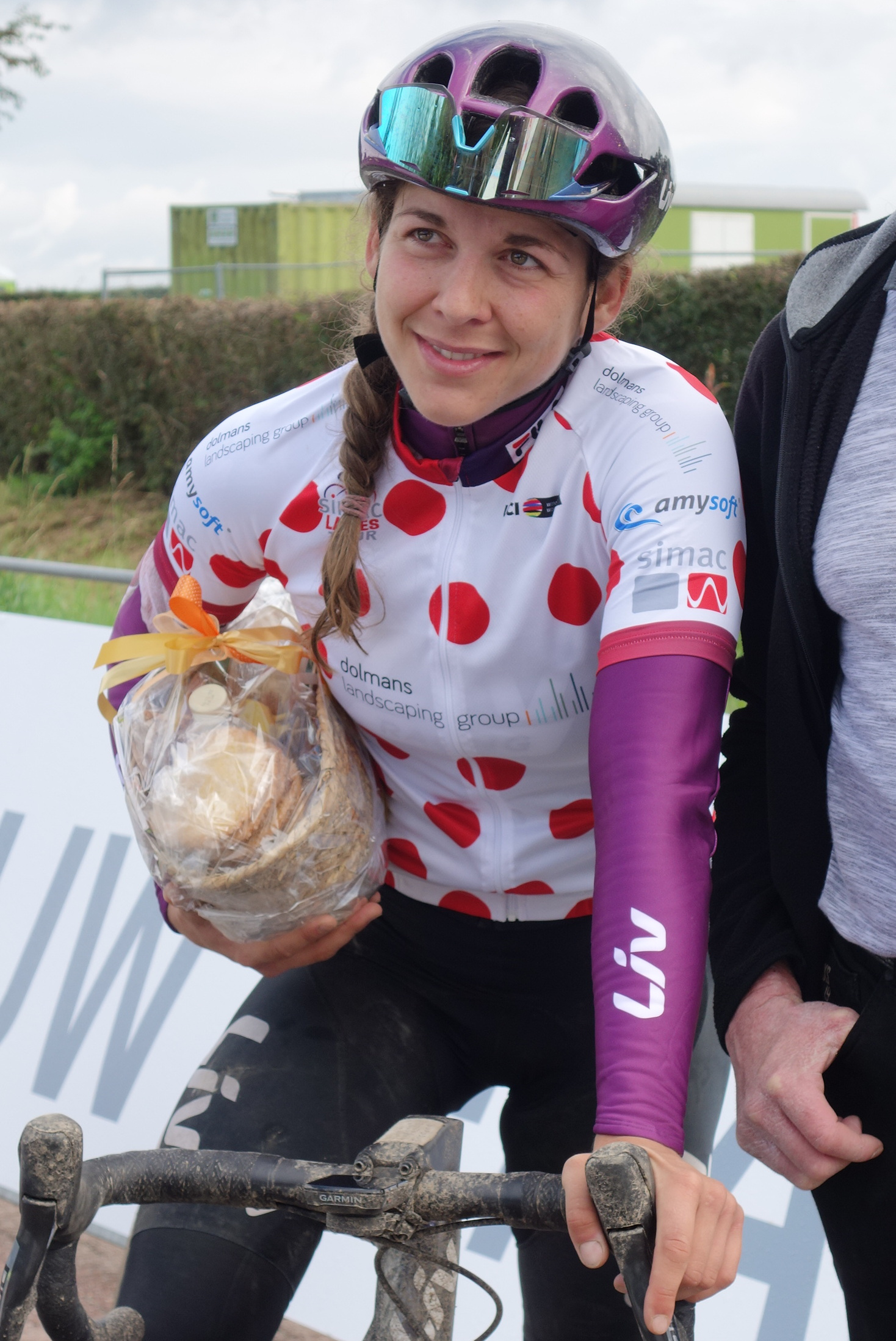
Jackson in de Simac Ladies Tour 2021

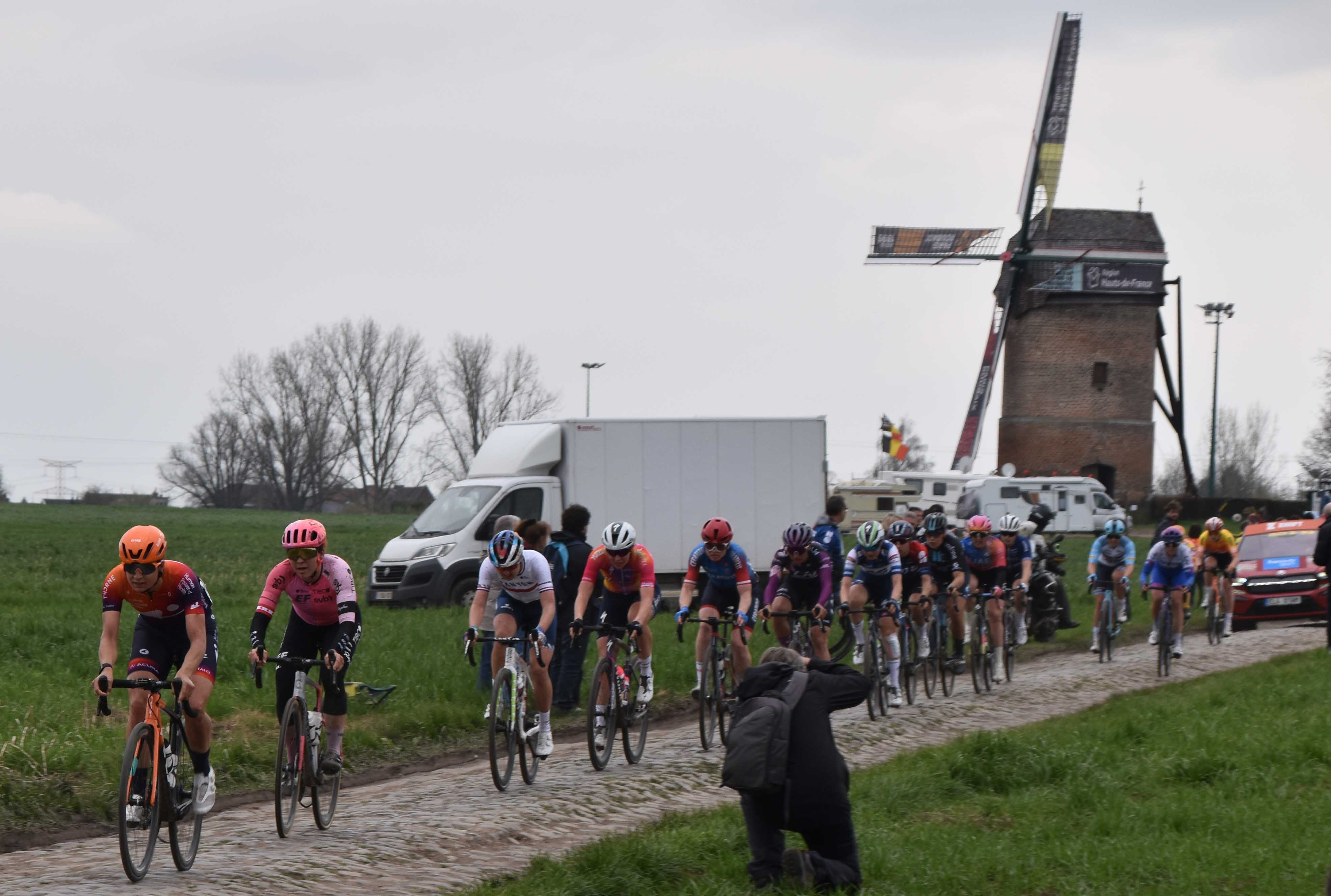
Jackson (2e) tijdens Parijs-Roubaix 2023

Alison Jackson (Vermilion (Alberta), 14 december 1988) is een Canadese wielrenster die sinds 2024 uitkomt voor de in 2025 EF Education-Oatly geheten Amerikaanse wielerploeg.

## Carrière
In 2015 en 2016 reed Jackson voor het Amerikaanse team TWENTY16-Ridebiker, in 2017 voor het Italiaanse BePink en in 2018 en 2019 voor Team TIBCO-SVB. In 2020 kwam ze uit voor het Nederlandse Team Sunweb en in 2021 en 2022 voor Liv Racing Xstra. In 2023 reed ze voor de opvolger van Team Tibco: EF Education-TIBCO-SVB, Nadat deze ploeg eind 2023 ophield te bestaan, stapte ze over naar EF Education-Cannondale.
In 2021 werd Jackson zowel Canadees kampioen op de weg als in de tijdrit. In dat jaar won ze ook de eerste etappe in de Simac Ladies Tour 2021 en het puntenklassement in de Ronde van Noorwegen, haar eerste overwinningen in de Women's World Tour.
In het paasweekend van 2023 behaalde Jackson haar belangrijkste overwinning. Ze won Parijs-Roubaix nadat ze zo'n 80 kilometer in de vlucht aanwezig was. In de sprint voor de overwinning versloeg ze haar medevluchters.
Jackson staat in het peloton bekend om haar TikTok-dansjes, waar ze vaak haar ploeggenoten in betrekt.

## Palmares
2015
Puntenklassement Ronde van de Gila
2016
3e etappe Trophée d'Or
6e etappe Tour de l'Ardèche
2017
 Canadees kampioenschap op de weg
2018
 GP de Gatineau
2019
White Spot/Delta
1e etappe Women's Tour of Schotland
2021
 Canadees kampioen op de weg, elite
 Canadees kampioen tijdrijden, elite
Puntenklassement Ronde van Noorwegen
1e etappe Simac Ladies Tour 2021
2022
Puntenklassement Ronde van Scandinavië
2023
 Canadees kampioen op de weg, elite
Parijs-Roubaix
 GP de Gatineau
 Pan-Amerikaans kampioenschap op de weg
 Pan-Amerikaans kampioenschap tijdrijden
2024
2e etappe Ronde van Spanje
2025
2e etappe Gracia Orlová
Eind- en puntenklassement Gracia Orlová
 Canadees kampioen op de weg, elite

### Resultaten in voornaamste wedstrijden
| Jaar | Ronde van Italië | Ronde van Frankrijk | Ronde van Spanje |
| ---- | ---------------- | ------------------- | ---------------- |
| 2015 |                  |                     |                  |
| 2016 |                  |                     |                  |
| 2017 | 31e              |                     |                  |
| 2018 |                  |                     |                  |
| 2019 |                  |                     |                  |
| 2020 | 64e              |                     |                  |
| 2021 |                  |                     | 57e              |
| 2022 |                  |                     |                  |
| 2023 |                  | 108e                |                  |
| 2024 |                  | 105e                | 63e              |
| 2025 |                  | 113e                |                  |

| Jaar | Gent-Wevelgem | Ronde van Vlaanderen | Parijs-Roubaix | Amstel Gold Race | Luik-Bast.‑Luik | Trofeo Alfredo Binda | Waalse Pijl | Omloop Het Nieuwsblad |  | WK op de weg |
| ---- | ------------- | -------------------- | -------------- | ---------------- | --------------- | -------------------- | ----------- | --------------------- |  | ------------ |
| 2015 |               |                      |                |                  |                 |                      |             |                       |  | 36e          |
| 2016 | 57e           | 42e                  |                |                  |                 | 46e                  |             |                       |  | 23e          |
| 2017 | 27e           | opgave               |                | 23e              | 62e             | 30e                  | 66e         | 84e                   |  | 58e          |
| 2018 | 17e           | opgave               |                |                  | 17e             | 58e                  | 51e         |                       |  | 51e          |
| 2019 | 25e           | 15e                  |                | 9e               | 51e             | 14e                  | 37e         |                       |  | 16e          |
| 2020 | 32e           | 42e                  |                |                  | 39e             |                      | 40e         | 23e                   |  | 30e          |
| 2021 | 47e           | 22e                  | 24e            | 55e              |                 | 38e                  | 48e         |                       |  | 6e           |
| 2022 | 79e           |                      | 13e            |                  | 61e             |                      | 84e         |                       |  | 18e          |
| 2023 | 67e           | 47e                  | ↑              | opgave           |                 |                      |             | 31e                   |  | 33e          |
| 2024 |               | 58e                  | 27e            |                  |                 |                      |             | 65e                   |  | 64e          |
| 2025 | 34e           | 18e                  | 5e             | 7e               |                 |                      |             |                       |  |              |

## Ploegen
- 2015 –  TWENTY16-Ridebiker
- 2016 –  TWENTY16-Ridebiker
- 2017 –  BePink
- 2018 –  TIBCO-SVB
- 2019 –  TIBCO-SVB
- 2020 –  Team Sunweb
- 2021 –  Liv Racing
- 2022 –  Liv Racing Xstra
- 2023 –  EF Education-TIBCO-SVB
- 2024 –  EF-Oatly-Cannondale[a]
- 2025 –  EF Education-Oatly

Albrecht · Bruderer · Buss · Chapman · Cobb · Drexel · Grant · Jackson · Malseed · Newsom · Ryan · Scandolara · Tetrick · Williams
Albrecht · Bruderer · Chapman · Cobb · Dixon · Drexel · Guarnier · Jackson · Kessler · Lucas · Malseed · Marcolini · Newsom · Ryan · Slik · Stephens
Andersen · Georgi · Henderson · Jackson · Kirchmann · Koch · Labous · Lippert · Mackaij · Mathiesen · Olausson · Rivera · Soek · Wiebes
Bertizzolo · Demey · Jackson · Jaskulska · Kopecky · Korevaar · Kuijpers · Paladin · Rooijakkers · Stultiens
Barbieri · Buurman · de Jong(vanaf 1/6) · Demey · van der Hulst · Jackson · Jaskulska · Korevaar · McGowan · Neumanová · Ragusa · Smulders · Stultiens · Ton
Bäckstedt (tot 31/8) · Banks · Beuling (vanaf 20/4) · Borghesi · Doebel-Hickok · Ewers · Hammes · Honsinger · Jackson · Langley · Poidevin · Shapira · Smith · Stephens · Vallieres · Williams
Armitage · Borghesi · Cadzow · Emond · Ewers · Faulkner   · Henttala · Jackson · Kakita (vanaf 31/7) · Kessler · Knaven (vanaf 24/6) · Koppenburg · Labecki · Quinn · Rüegg · Stannard · Vallieres
Armitage (tot 1/4) · Berton · Borghesi · Cadzow · Christie · Emond · Ewers · Faulkner   · Henttala · Jackson · Kerbaol · Kessler · Kingma (vanaf 27/6) · Knaven · Roy · Rüegg · Vallieres · Volstad · van der Wolf